# 홍민희
홍민희(1983년 5월 16일 ~ )는 대한민국의 OBS 소속 아나운서다.
- 그에는 신경은랑 함께 있었다.

## 학력
- 국민대학교 전자정보통신공학과 졸업